# Rhododendron makinoi
Rhododendron makinoi är en ljungväxtart som beskrevs av Tagg och Takenoshin Nakai. Rhododendron makinoi ingår i släktet rododendron, och familjen ljungväxter. Inga underarter finns listade i Catalogue of Life.

## Bildgalleri

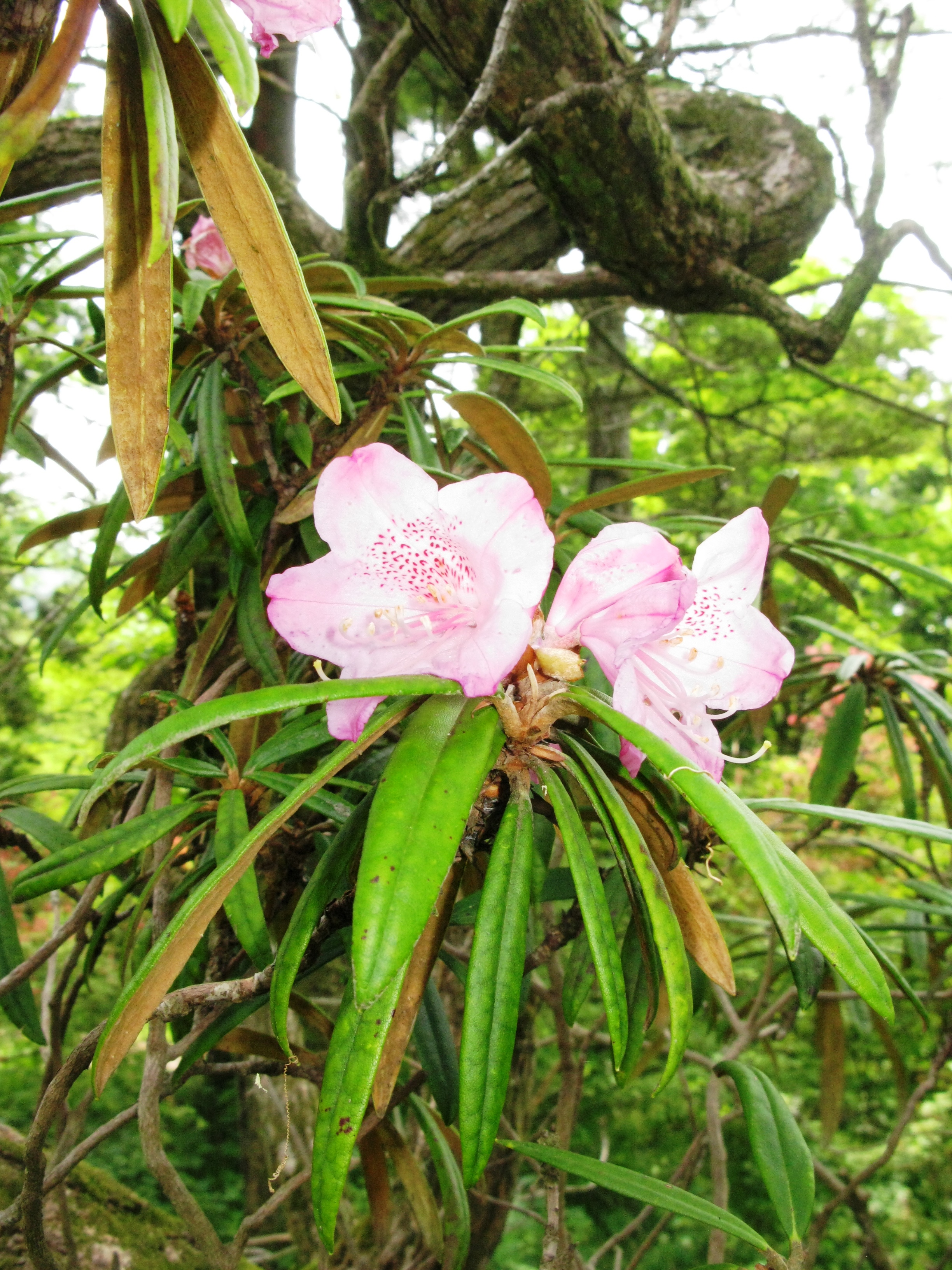
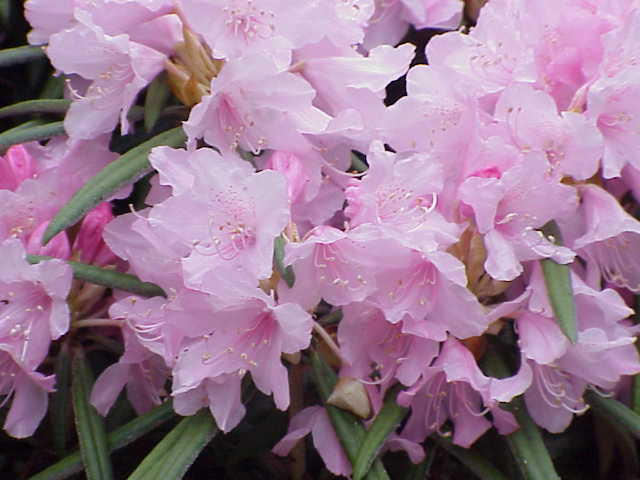
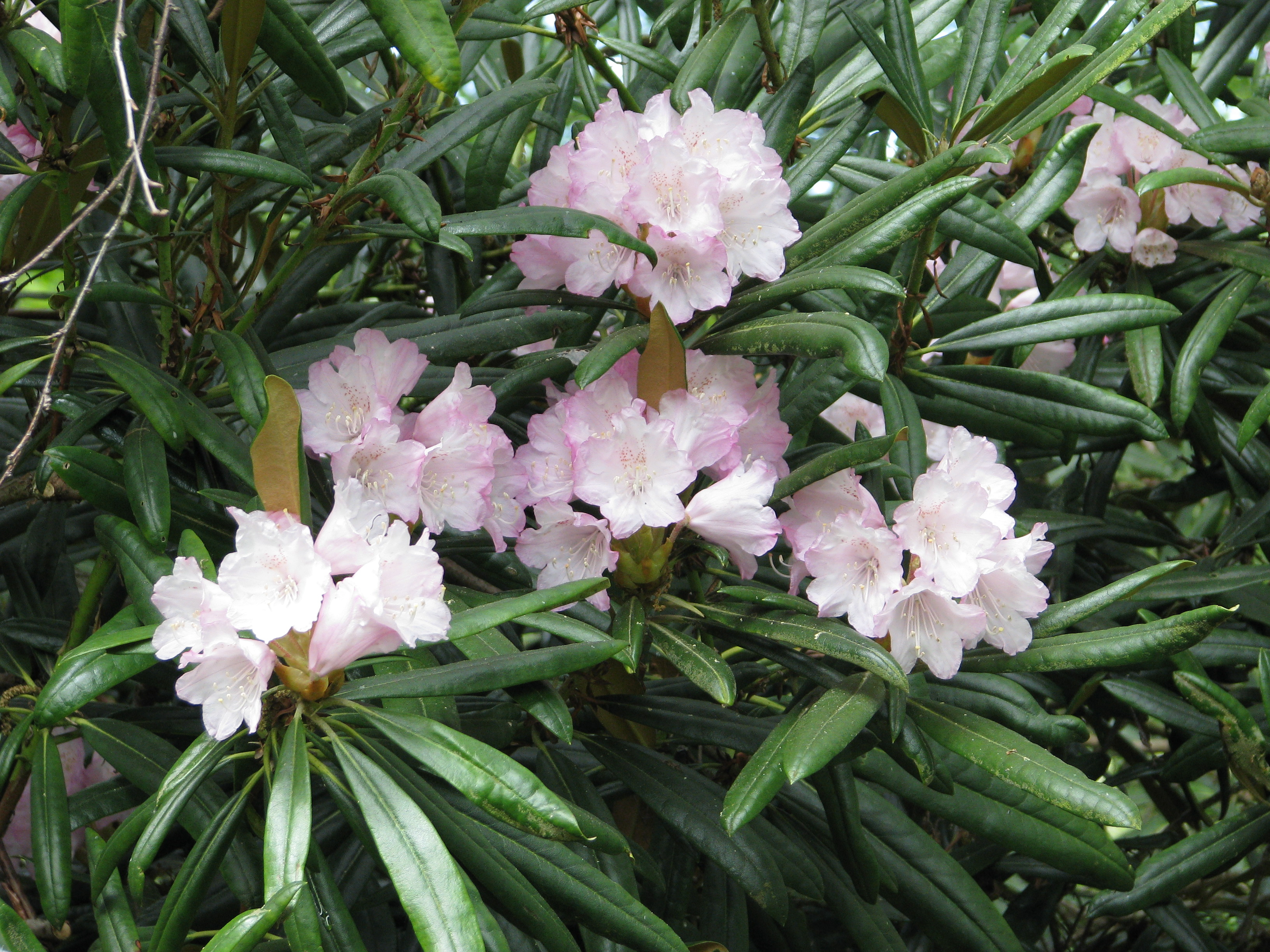
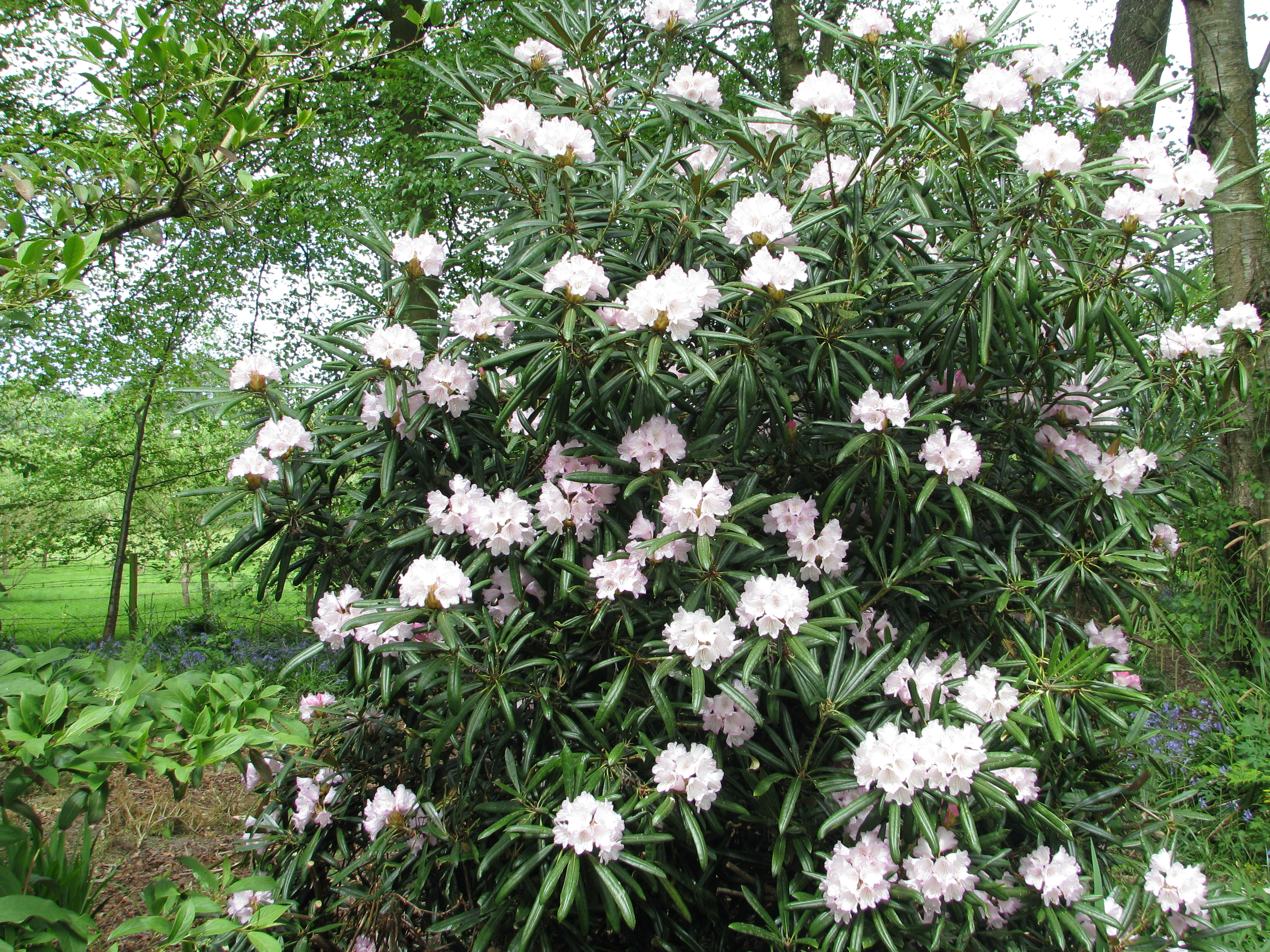
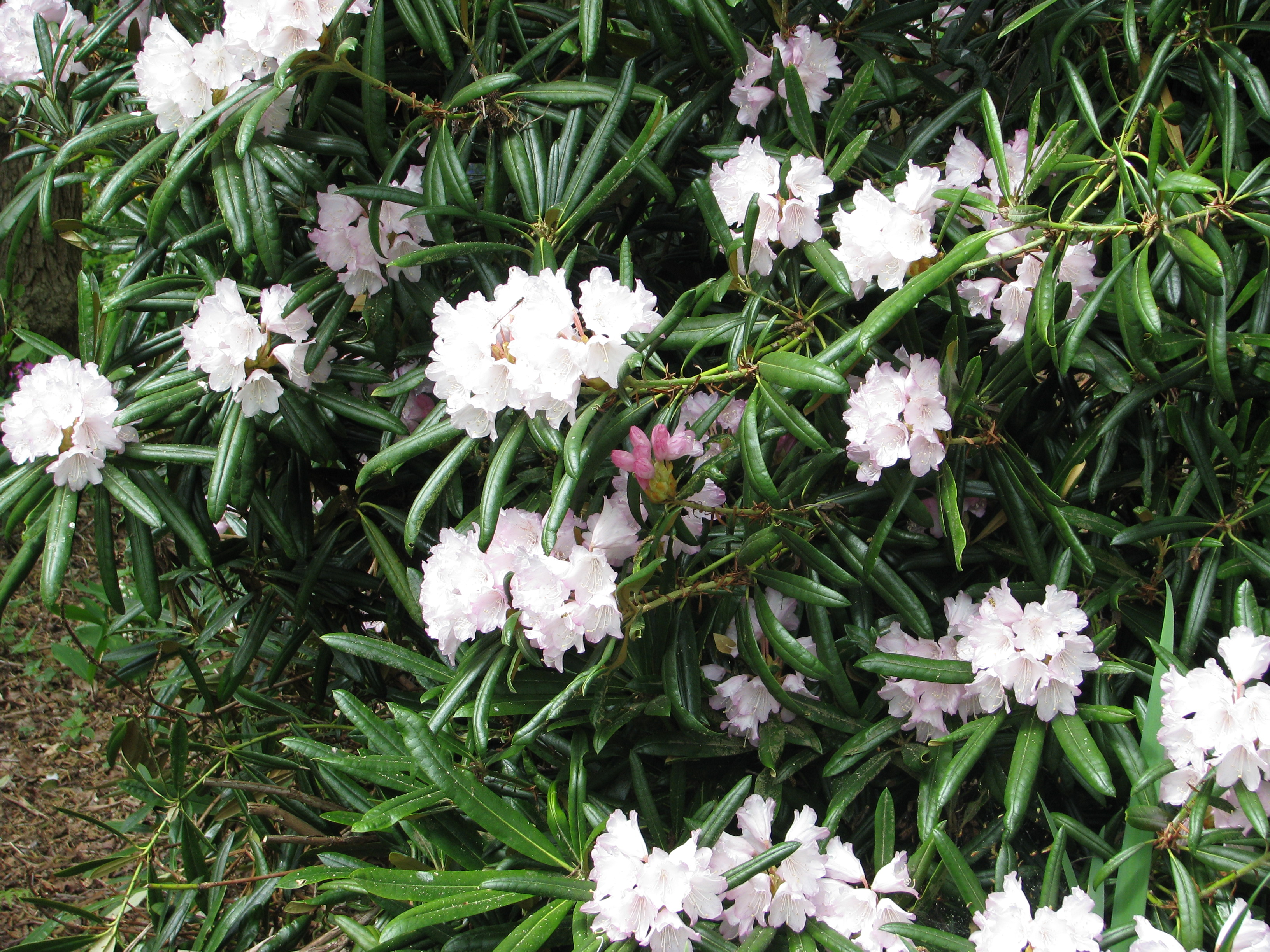
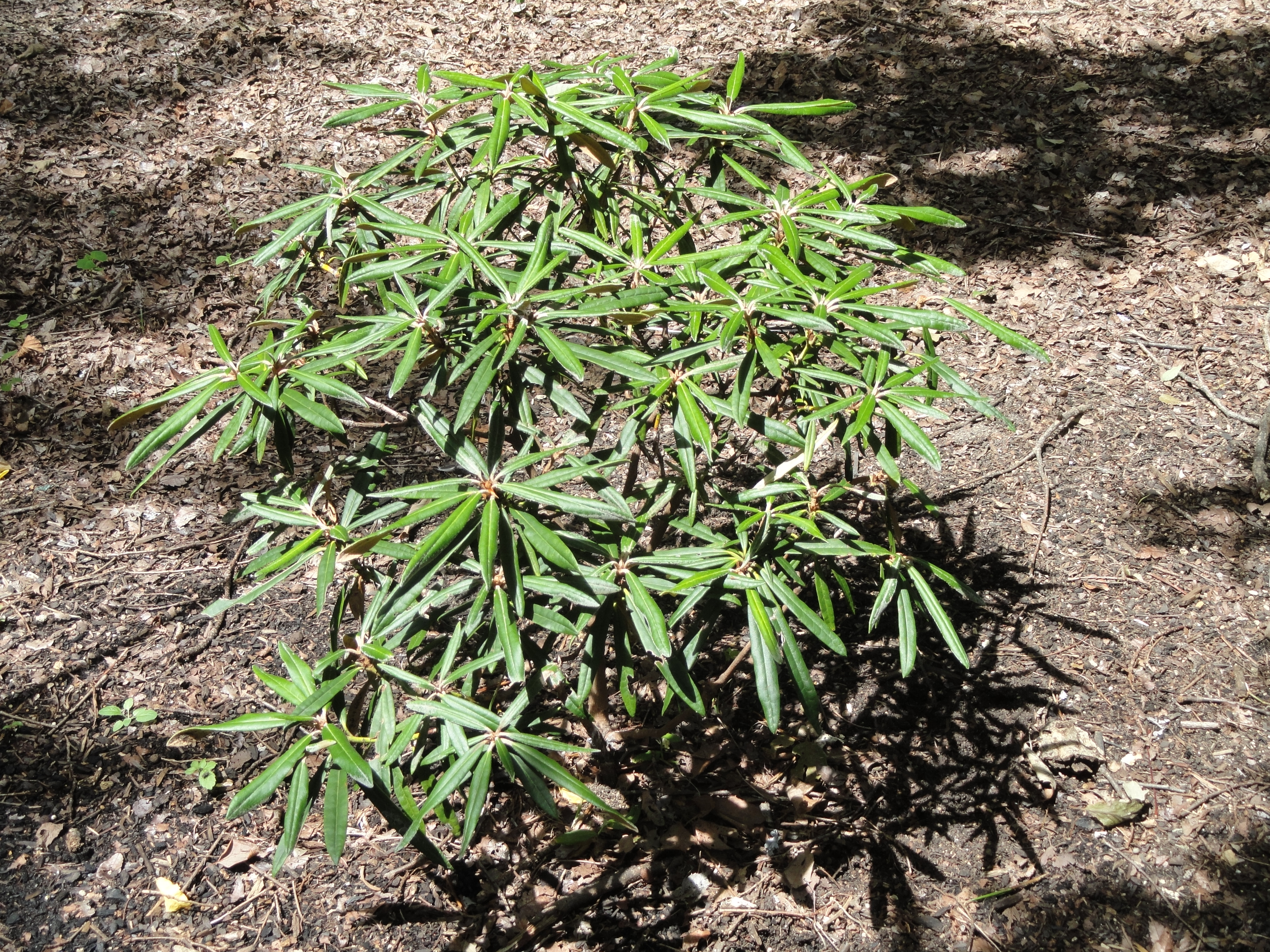